# Visie.net
Visie, tot 1992 uitgegeven onder de naam Volksmacht, is het weekblad van de christelijke arbeidersbeweging in Vlaanderen. Het valt wekelijks bij 1,3 miljoen gezinnen in de bus en is daardoor het grootste Vlaamse weekblad. Visie wordt uitgegeven door Beweging.net, koepel van christelijke werknemersorganisaties, en is het ledenblad voor leden van ACV en CM.

## Inhoud
De grote nieuwsblokken worden gevuld met nieuws uit de christelijke vakbond (ACV) en de christelijke mutualiteit (CM). Ook diensten, deelorganisaties en partners van Beweging.net krijgen een stem in Visie, bijvoorbeeld Wereldsolidariteit, Pasar, KWB, KAV, Okra en KAJ komen aan bod.
Concreet wordt veel aandacht besteed aan arbeidsvoorwaarden en gezondheidsproblematiek in al zijn dimensies. Maar ook ontwikkelingssamenwerking, onderwijs, milieu, energie, mobiliteit, media en vrije tijd krijgen aandacht.

## Vorm
Visie verschijnt als papieren weekblad van 20 pagina's, met een oplage van 1,3 miljoen. Daarnaast verschijnen stukken van het weekblad op de website www.acw.be. In 2010 begon Visie met een cultuurblog, waarin de redactie cultuur met een sociale invalshoek aan bod brengt.

## Geschiedenis
De Volksmacht werd in 1944 boven de doopvont gehouden en in 1992 omgedoopt tot Visie. Maar de kiemen van het weekblad waarmee de christelijke arbeidersbeweging later heel Vlaanderen zou bestrijken, werden al in 1919 gezaaid door Frans Dewitte, een sociaal voelende pastoor uit West-Vlaanderen. Hij richtte de Volksmacht op als regionaal West-Vlaams ledenblad voor de christelijke werkman. In zijn kielzog werden in andere gewesten gelijkaardige regionale bladen uit de grond gestampt, zoals Ons Limburg, De Volkswil of De Nieuwe Tijd.
Nog voor de Tweede Wereldoorlog ijverde Paul-Willem Segers, destijds een zwaargewicht in de beweging, voor een landelijk ledenblad dat alle regionale initiatieven onder één dak zou samenbrengen.
Pas tegen het einde van de oorlog, in oktober 1944, slaagde hij in zijn opzet. Op dat moment verscheen de Volksmacht voor het eerst als één titel in een groot deel van Vlaanderen. In 1952 was de oplage opgelopen tot 400.000. Vandaag valt Visie bij 1,3 miljoen gezinnen in de bus.
De eerste 15 jaar (jaren 40 en 50) was de Volksmacht een belangrijk wapen in de sociale en partijpolitieke strijd van de christelijke arbeidersbeweging. Er werd geregeld met scherp geschoten. Concurrerende vakbonden, ziekenfondsen en politici werden meer dan eens frontaal aangevallen. De redacteurs van toen schrokken er niet voor terug om hen af te schilderen als 'socialistische potverteerders' of 'clowns in het socialistisch-libero-communistische circus'.
Die uitgesproken taal was slechts de weerslag van de scherpe politieke en sociale tegenstellingen die die naoorlogse jaren kenmerkten. Het waren de jaren van de koningskwestie en de schoolstrijd, die katholieken en vrijzinnigen (socialisten en liberalen) lijnrecht tegenover elkaar plaatsten. Dat belette hun niet om tegelijkertijd samen te werken aan de steile materiële welvaart in België. Die economische bloei was in gang gezet onder andere door het Marshallplan.
Sommige thema's blijven hardnekkig terugkomen, vanaf de beginjaren van de Volksmacht tot op de dag van vandaag Visie, zoals de relatie tussen het ACW en de christendemocratie. Kanunnik Heylen verklaarde in 1951, bij zijn terugkeer uit Congo, in de Volksmacht dat "we dringend werk moesten maken van de uitbouw van lokale ziekenkassen in onze kolonie". Vandaag de dag blijft Visie de uitbouw van dergelijke ziekenkassen door Wereldsolidariteit volop steunen. Eind jaren 60 besloot de Volksmacht dat het met de democratisering van het universitair onderwijs voor arbeiderskinderen niet echt vlotte. Op dat vlak is ondertussen een lange weg afgelegd, maar ook vandaag blijft Visie de aandacht vestigen op de moeilijke toegang tot het hoger onderwijs voor sommige bevolkingsgroepen, zoals kinderen van laaggeschoolden of van allochtonen.
Andere sprekende voorbeelden zijn de financiering van de sociale zekerheid en de ziekteverzekering, of de toekomst van het brugpensioen. In 1987 pakte Volksmacht bijvoorbeeld uit met de merkwaardige titel 'Haalt het brugpensioen 1990...?'.
Volksmacht en later Visie wilden altijd al het blad van de gewone man zijn, al werd die doelstelling in de loop der jaren heel anders ingevuld. Tot in de jaren 60 vulden de grote leiders van de christelijke arbeidersbeweging heel vaak de voorpagina's. Vanaf dan komt meer en meer de gewone delegee, de vrijwilliger of het lid aan het woord. In plaats van de vakbondsleider mocht de gewone man op de werkvloer zijn ongenoegen uiten over gebrekkige arbeidsomstandigheden of slechte loon- en arbeidsvoorwaarden.
De redactie streeft ernaar de artikels laagdrempelig te houden en probeert complexe thema's verstaanbaar uit de doeken te doen. Er duikt wel al eens een BV op om wat extra aandacht op een thema te vestigen. Van Evy Gruyaert tot Willem Vermandere. Bekende Vlamingen met een sociale reflex krijgen hun zeg in Visie. Of er komen ook onderwerpen aan bod die iets lichtvoetiger zijn.
Van de 16 bladzijden van Visie zijn er 4 regionaal opgesplitst in 21 verschillende edities.
Op 5 januari 2009 schakelde Visie over op een kleiner formaat en een lay-out in magazinestijl. Meer dan drie jaar later, op 6 april 2012, onderging het weekblad een nieuwe vernieuwing. Er werd nu voor gekozen om meer aan te sluiten bij de krantenstijl.